# Mestna občina Velenje
Občina Velenje je ena od 12 mestnih občin v Republiki Sloveniji, ki ima 33.656 prebivalcev (2020). Velenje je znano po svojem rudniku in termoelektrarni Šoštanj. V Velenju se nahaja tudi Gorenje, eno večjih slovenskih podjetij, v katerem proizvajajo gospodinjske aparate.

## Administrativna delitev občine
V Mestni občini Velenje se nahaja 25 naselij: Arnače, Bevče, Črnova, Hrastovec, Janškovo selo, Kavče, Laze, Lipje, Lopatnik, Lopatnik pri Velenju, Ložnica, Paka pri Velenju, Paški Kozjak, Pirešica, Plešivec, Podgorje, Podkraj pri Velenju, Prelska, Silova, Šenbric, Škale, Škalske Cirkovce, Šmartinske Cirkovce, Velenje in Vinska Gora. Administrativno občinsko središče je Velenje.
Občina se dalje teritorialno deli tudi na tri mestne četrti (Velenje desni breg, Velenje levi breg – vzhod in Velenje levi breg – zahod) ter 16 krajevnih skupnosti: Bevče, Cirkovce, Gorica, Konovo, Paka pri Velenju, Pesje, Plešivec, Kavče, Podkraj, Stara vas, Staro Velenje, Šalek, Šentilj, Škale - Hrastovec, Šmartno in Vinska Gora.